# Desgraça (romance)
Disgrace é um romance de J. M. Coetzee, publicado em 1999 tendo ganho o Booker Prize desse ano. O escritor também foi galardoado com o Prêmio Nobel da Literatura quatro anos após a sua publicação.

## Resumo do enredo
David Lurie é um professor sul-africano de inglês que perde tudo: a sua reputação, o seu emprego, a sua paz de espírito, a sua boa aparência, os seus sonhos de sucesso artístico e, finalmente, até mesmo a capacidade de proteger a sua própria filha. Ele divorciou-se duas vezes e está insatisfeito com o seu trabalho como professor de comunicação, dando uma aula de literatura romântica numa universidade técnica na Cidade do Cabo na era pós-apartheid.
A sua "desgraça" ocorre quando, quase à força, seduz uma das suas alunas mais vulneráveis. Este caso é posteriormente revelado na escola onde é convocado um Comité para julgar as acções dele. David recusa-se a pedir desculpa de forma sincera e assim é forçado a demitir-se do seu cargo. Entretanto trabalhava numa peça de teatro sobre a fase final da vida de Lord Byron em Itália, que espelhava a própria vida de David, no sentido em que Byron está a viver uma fase de hedonismo e de excesso e está a ter um caso com uma mulher casada, e "a ironia é que ele está a sofrer de uma escapada que Byron teria pensado como perfeitamente ingénua."

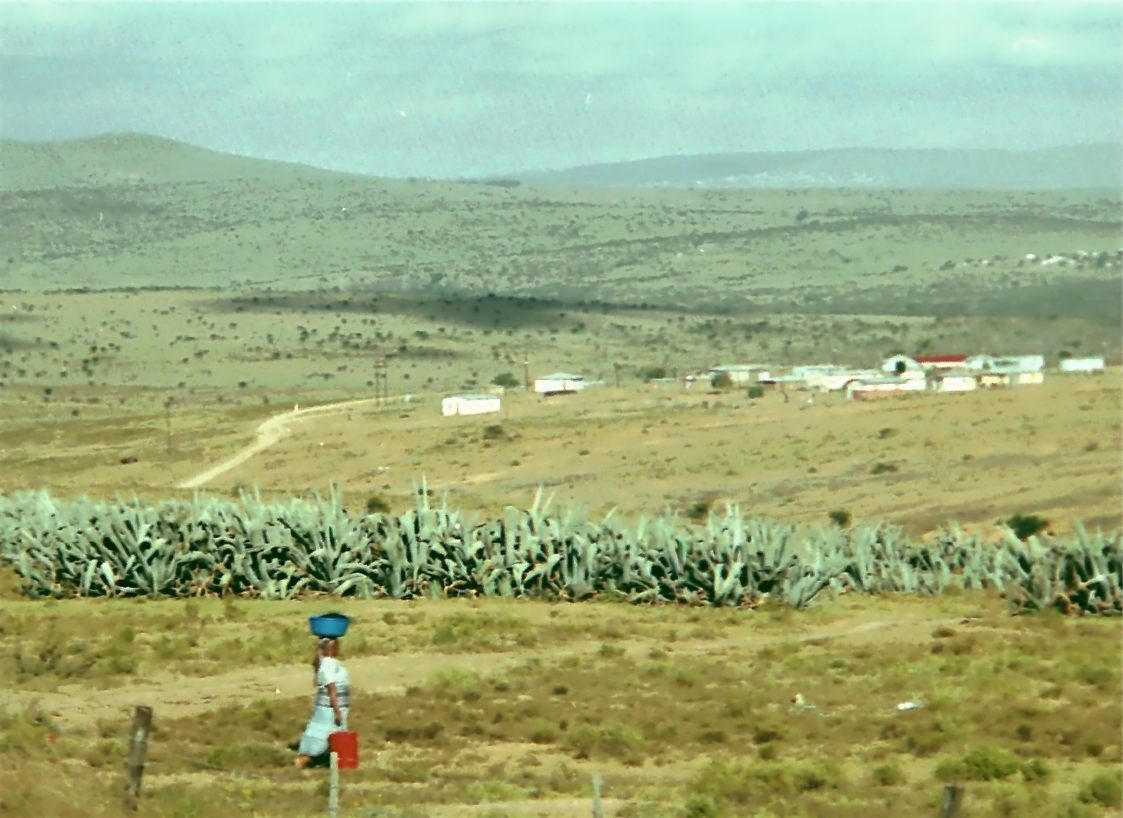
Área rural em Ciskei, no Cabo Oriental

É demitido do cargo de professor, após o que se refugia na fazenda da sua filha na província do Cabo Oriental. Durante algum tempo, a influência da filha e os ritmos naturais da fazenda parecem harmonizar a sua vida contraditória. Mas o equilíbrio de poder no país está mudando. Pouco depois de se compatibilizar com a vida rural, ele é forçado a conviver com as consequências de um ataque na fazenda em que sua filha é violada e engravidada e ele é violentamente agredido.
O romance também trata da interacção de David com alguns outros personagens, por exemplo com Bev, que é um tratador de animais, e com Petrus, um antigo trabalhador agrícola da filha, que se autodescreve como "homem dos cães" e que vive na vizinhança da fazenda da filha e que cuida dos cães desta. David permanece na fazenda a fim de tentar proteger a filha, mas ao invés fica apático e desmoralizado ainda que a caminho da redenção.

## Recepção e interpretação
De acordo com Adam Mars-Jones, no The Guardian, "[qualquer] romance passado no pós-apartheid da África do Sul está fadado a ser lido como um retrato político, mas o fascínio de Desgraça é a forma como tanto incentiva como contesta uma tal leitura, mantendo em tensão alternativas extremas: salvação e ruína." Na nova África do Sul, a violência é desencadeada de maneiras novas e David e a sua filha tornam-se vítimas, mas o personagem principal não é um herói; pelo contrário, ele comete violência também à sua própria maneira.
Esta caracterização da violência tanto pelo branco como pelo negro comparam-se com o sentimento na África do Sul pós-apartheid, onde o mal não pertence apenas ao outro. Ao resistir a rebaixar cada grupo num extremo positivo ou negativo, Coetzee retrata toda a gama de capacidades humanas e emoções. O romance inspira-se no conflito social e político contemporâneo na África do Sul e apresenta uma visão sombria de um país em transição. Este tema da transição é representado de várias formas ao longo do livro, como na perda de autoridade de David, na perda da sexualidade, na mudança da dinâmica de poder dos grupos que antes eram apenas dominantes ou subordinados, na transferência da riqueza material, etc.
Como em todos os seus romances mais elaborados, Coetzee aborda neste caso o tema da exploração. A sua abordagem preferida tem sido a de explorar o uso que parece inócuo de uma pessoa para preencher as necessidades emocionais de outra. Esta é uma história de significado regional mas também universal. O personagem central é uma pessoa confusa, ao mesmo tempo um snob intelectual que desdenha dos outros e também uma pessoa que comete erros ultrajantes. A sua história também é local; ele é um homem branco sul-africano num mundo onde esses homens já não têm o poder que antes tiveram. Ele é forçado a repensar todo o seu mundo numa idade em que ele pensa que é velho demais para mudar e, na verdade, deveria ter o direito de não o fazer.
Este é o segundo livro de Coetzee (a seguir a A vida e o tempo de Michael K) em que um homem é destroçado quase até ao limite antes de encontrar nem que seja uma ínfima centelha de redenção na sua aceitação forçada das realidades da vida e da morte. Coetzee tem sempre colocado os seus personagens em situações extremas que os obrigam a explorar o que significa ser humano. Embora não seja elaborado quanto ao estilo, o romance abrange vários tópicos: a vergonha pessoal, a subjugação das mulheres, um país em mudança, os direitos dos animais e a poesia romântica e o seu simbolismo.

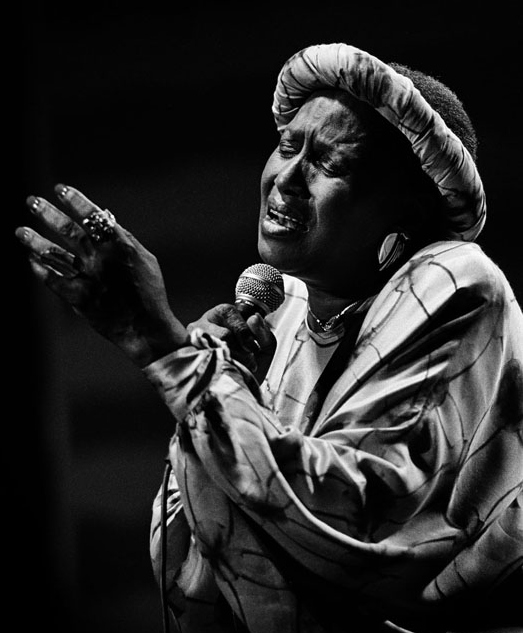
Miriam Makeba numa canção

Outro tema importante no romance é a dificuldade ou impossibilidade de comunicação e os limites da linguagem. Embora David ensine comunicações na Universidade e seja um erudito em poesia, a linguagem nele muitas vezes falha. Coetzee escreve:
Embora dedique diariamente horas à sua nova disciplina, ele considera a sua primeira premissa, como enunciado no manual de Comunicações 101, absurda: 'A sociedade humana criou a linguagem de modo a que pudéssemos comunicar os nossos pensamentos, sentimentos e intenções aos outros.' Na sua própria opinião, que ele não expressa, é que as origens da fala estão na canção, e que as origens da canção estão na necessidade de preencher com som a demasiado larga e muito vazia alma humana.
Um inquérito em 2006 de "luminárias literárias" pelo jornal The Observer classificou a obra como o "melhor romance dos últimos 25 anos" de origem britânica, irlandesa e da Commonwealth nos anos de 1980 a 2005.

## Adaptação ao cinema
Houve uma adaptação ao cinema do romance num filme com o mesmo título, Disgrace (Desgraça), em que actua John Malkovich no principal papel, o qual foi estreado no Toronto Film Festival de 2008, onde ganhou o prémio dos Críticos.

## Edições em português
Desgraça, J. M. Coetzee; Editor: Dom Quixote; Data: 2010; Coleção: Ficção Universal; ISBN 9789722039291; EAN 978-9722039291; Nº Páginas - 240.
A Desgraça; J. M. Coetzee; Editor: Leya; Data: Março 2011; Coleção: Bis; ISBN 9789896600693; EAN: 978-9896600693; Nº Páginas - 240
Desgraça; J.M. Coetzee; Data: 2011; Páginas: 240; Editor: BIS; ISBN 9789896600693; Coleção: BIS

## Nota
- Este artigo foi inicialmente traduzido, total ou parcialmente, do artigo da Wikipédia em inglês cujo título é «Disgrace (novel)».